# Fort Stevens (Oregon)

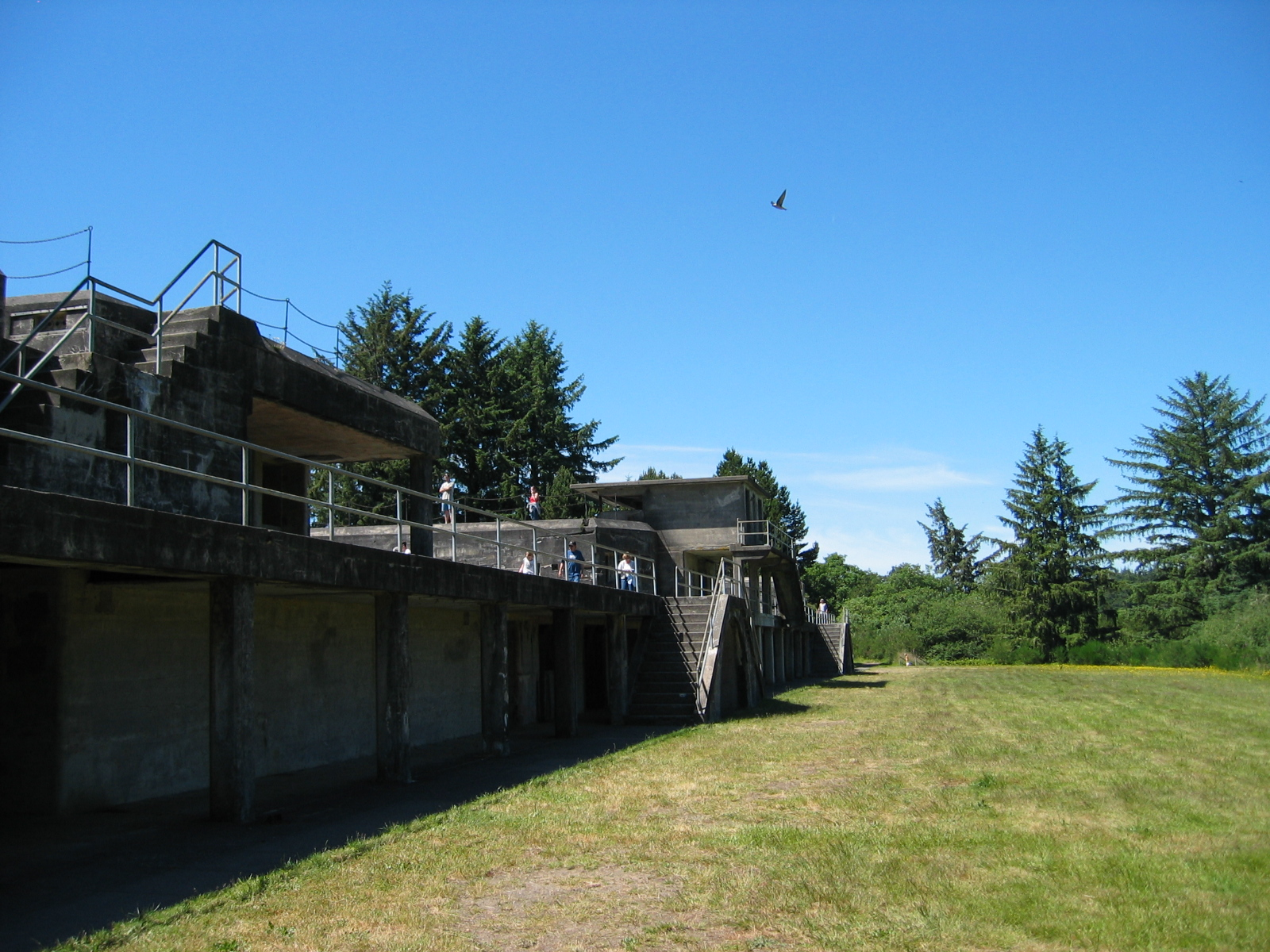
Ehemalige Geschützstellung

Fort Stevens war eine Küstenbefestigung der US-Armee im US-Bundesstaat Oregon. Das Fort bildete die Hauptbefestigung der drei Forts umfassenden Küstenbefestigung der Mündung des Columbia River. Die beiden anderen waren Fort Canby und Fort Columbia im US-Bundesstaat Washington. Fort Stevens wurde während des Amerikanischen Bürgerkriegs errichtet und diente bis 1952 militärischen Zwecken.

## Geschichte

### 19. Jahrhundert
Zur Abwehr von befürchteten Angriffen britischer und konföderierter Kaperschiffe befahl US-Präsident Lincoln 1863 die Errichtung von Befestigungen an der Mündung des Columbia River. 1864 war die Festung als Fort at Point Adams fertiggestellt und wurde mit einer Garnison besetzt. Die Anlage bestand aus einer fünfeckigen bastionierten Befestigung aus Erdwällen und Graben, die Bewaffnung bestand aus 29 Geschützen, darunter eine 381-mm Rodman-Kanone. Später wurde es nach dem Bürgerkriegsgeneral Isaac Stevens umbenannt. Nach dem Sezessionskrieg wurde die Festung nur notdürftig instand gehalten. Da die Festung und die Kanonen inzwischen veraltet waren, wurde die Garnison 1882 abgezogen und nur ein Unteroffizier blieb als Wächter im Fort.

### Ausbau in der Endicott-Periode
Zwischen 1897 und 1907 wurde Fort Stevens als Teil des nach dem damaligen Kriegsminister Endicott benannten Bauprogramms ausgebaut. Die Erdwälle wurden durch Betonbunker und massive Geschützstellungen ergänzt. Bis 1907 wurden in dem Fort acht Batterien mit insgesamt 23 Geschützen errichtet. Die Hauptbewaffnung des neuen Forts waren acht 254-mm-Geschütze in den Batterien Russel, Walker, Lewis und Mishler. Diese konnten teilweise versenkt werden, d. h. wenn sie nicht feuerten, waren sie durch Betonstellungen und Erdwälle gegen feindliches Feuer geschützt. Sie konnten 280 kg schwere Geschosse über 14 km weit feuern. Ergänzt wurden diese Geschütze durch 152-mm-Geschütze der Battery Pratt und durch acht 305-mm Mörser der Battery Clark. Zum Schutz der im Verteidigungsfall angelegten Minenfelder in der Flussmündung dienten die mit Schnellfeuergeschützen bestückten Batterien Smur und Freeman. Die Garnison von Fort Stevens bestand aus 20 Offizieren und 450 Mannschaften, die auch die Besatzung für Fort Canby und Fort Columbia stellten. Im Verteidigungsfall sollte die Besatzung durch zwölf Kompanien der Nationalgarde verstärkt werden.

### Erster Weltkrieg
Nach dem Kriegseintritt der USA in den Ersten Weltkrieg wurde die Nationalgarde einberufen und die Besatzung der Forts bis Juni 1918 auf 127 Offiziere und 2.574 Mannschaften verstärkt. Während des Ersten Weltkriegs wurden zuerst die 152-mm-Geschütze der Battery Freeman, später auch die vier 254-mm-Geschütze der Batterien Lewis und Walker demontiert und an die Westfront nach Frankreich verschifft.
1918 starben im Hospital des Forts 50 Soldaten der Garnison an der Spanischen Grippe.

### Zwischen den Weltkriegen
Nach dem Ersten Weltkrieg wurde die Garnison 1921 auf etwa 70 Mann reduziert. Die demontierten Geschütze wurden nicht ersetzt, vier der Mörser wurden demontiert und in Fort Canby installiert. Die Garnison übernahm auch die Aufsicht über Fort Canby und Fort Columbia, dennoch sank die Personalstärke bis auf etwa 40 Mann.
Von 1935 bis 1937 benutzte das Civilian Conservation Corps einen Teil der Kasernen, als es in der Region zu Küstenbefestigung, Bodenschutz und Waldbrandbekämpfung eingesetzt war. Durch die Entwicklung von weitreichenden Schiffgeschützen, moderneren Feuerleitsystemen und vor allem die Bedrohung aus der Luft waren die alten Küstenbefestigungen zu Beginn des Zweiten Weltkriegs längst veraltet. Die Verteidigung der Mündung des Columbia River sollte durch Verminung erfolgen, zum Schutz der Minenfelder sollten die Geschütze der alten Küstenforts dienen, weshalb Battery Pratt noch vor dem Zweiten Weltkrieg modernisiert wurde.

### Zweiter Weltkrieg
In der Nacht vom 21. zum 22. Juni 1942 feuerte das japanische U-Boot I-25 siebzehn Granaten auf Fort Stevens. Damit war es die einzige militärische Einrichtung des kontinentalen Teils der USA, die nach dem Krieg von 1812 von einer fremden Macht angegriffen wurde. Das U-Boot lag außerhalb der Reichweite der veralteten Geschütze, so dass diese das Feuer nicht erwidern konnten. Der Angriff brachte jedoch nur leichte Beschädigungen; das U-Boot wurde von einem amerikanischen Flugzeug verfolgt, konnte jedoch entkommen.
Zur Abwehr weiterer Angriffe wurde Battery 245 mit zwei 152-mm-Geschützen erbaut, deren Geschütze mit 24 Kilometern eine fast doppelt so hohe Reichweite gegenüber den alten 254-mm-Geschützen hatten. Außerdem wurde eine 90-mm-Torpedobootabwehrbatterie an der Südmole errichtet. Nach der Fertigstellung der neuen Batterien wurde die alte Battery Russell demontiert. Das Gebäude der 1941 deaktivierten Battery Mishler wurde zur unterirdischen Kommandozentrale der Küstenverteidigung des Columbia River umgebaut. In dieser Zeit waren wieder etwa 2500 Soldaten in der Festung stationiert, weshalb neue Kasernen gebaut werden mussten.

### Nach dem Zweiten Weltkrieg
1947 wurde die Festung aufgegeben und dem U.S. Army Corps of Engineers übergeben. Bis 1950 wurden die Geschütze demontiert und die Gebäude und Bunker geräumt, die Gebäude der Garnison wurden an Privatbesitzer verkauft. Von 1950 bis 1952 unterhielt die US Air Force auf dem Gelände eine Radarstation, die Radarantennen waren auf der ehemaligen Battery Mishler installiert. Das Army Corps of Engineers nutzte das Fort als Hauptquartier für seine Arbeiten zum Küstenschutz an der Mündung des Columbia River. 1975 pachtete Oregon State Parks das Gelände der alten Festung, seit 1980 ist es als Fort Stevens State Park zugänglich.